# Cruce de la Cordillera Central
El Cruce de la Cordillera Central es un conjunto de obras de infraestructura diseñado para mejorar la conexión vial entre Bogotá y el océano Pacífico, específicamente en el puerto de Buenaventura, en el Valle del Cauca. Este proyecto constituye el brazo occidental de la Ruta Nacional 40, que atraviesa Colombia de norte a sur, y reduce significativamente el tiempo necesario para cruzar la Cordillera Central, facilitando el transporte y el comercio en la región.

## Obras
El proyecto está conformado por 60 obras; un túnel principal llamado Túnel de la Línea de 8.6 km el cual es la obra más representativa y equivale a 1/3 del costo total , 25 túneles de diferentes longitudes , 31 viaductos, 3 intercambiadores y 30 km de pavimentación de la carretera. El proyecto fue ideado en 1902 para conectar originalmente a Bogotá con la costa oeste por medio de una línea férrea, de ahí el nombre "túnel de la línea" que le fue dado a la cima de una montaña Alto de La Línea con 3250 m s. n. m. y el punto flanco de todo el proyecto, el cual se prevé terminar por completo en abril de 2021 cuyo costo total asciende a COL$ 2.3 billónes, meta que no se alcanzó e hizo aumentar el valor total a 2.9 billones.

## Fases de entrega
La obra se programó para entregarse en dos fases; la primera fue el 4 de septiembre de 2020, el cual consta de un túnel principal de 8.6 km, 3 túneles cortos de diferentes longitudes, 5 puentes y 13 km de doble calzada, obras inauguradas por el entonces Presidente de Colombia, Iván Duque. Finalmente el proyecto se entregó el 22 de noviembre del 2021, el cual consta de 20 túneles cortos, 26 puentes y cerca de 17 kilómetros de doble calzada.